# Enicospilus cariosus
Enicospilus cariosus là một loài tò vò trong họ Ichneumonidae.